# 特拉马卡斯铁尔
特拉马卡斯铁尔，是西班牙阿拉贡自治区特鲁埃尔省的一个市镇。总面积47平方公里，总人口111人（2001年），人口密度2人/平方公里。